# Пікасент
Пікасент (валенс. Picassent (офіційна назва), ісп. Picasent) — муніципалітет в Іспанії, у складі автономної спільноти Валенсія, у провінції Валенсія. Населення — 19 944 особи (2010).

## Географія
Муніципалітет розташований на відстані близько 300 км на схід від Мадрида, 14 км на південний захід від Валенсії.

## Демографія
Динаміка населення (INE ):